# Lista de encíclicas do Papa Leão XIII
Este artigo contém a lista das 88 encíclicas emitidas pelo Papa Leão XIII durante seu reinado de vinte e cinco anos como Papa, entre 1878 a 1903.  
| No. | Título (Latin)                   | Título (Tradução ao português)  | Assunto                                                          | Data                    |
| --- | -------------------------------- | ------------------------------- | ---------------------------------------------------------------- | ----------------------- |
| 1.  | Inscrutabili Dei consilio        |                                 | Dos males da sociedade                                           | 21 de abril de 1878     |
| 2.  | Quod apostolici muneris          |                                 | Sobre o Socialismo                                               | 28 de dezembro de 1878  |
| 3.  | Aeterni Patris                   | O Filho Unigênito do Pai Eterno | Sobre a restauração da Filosofia Cristã                          | 4 de agosto de 1879     |
| 4.  | Arcanum divinae                  |                                 | Sobre a Família Cristã                                           | 10 de fevereiro de 1880 |
| 5.  | Grande munus                     |                                 | Sobre São Cirilo e São Metódio                                   | 30 de setembro de 1880  |
| 6.  | Sancta Dei civitas               | A Cidade Santa de Deus          |                                                                  | 3 de dezembro de 1880   |
| 7.  | Diuturnum                        |                                 | Sobre a origem do poder civil                                    | 29 de junho de 1881     |
| 8.  | Licet multa                      |                                 | Sobre os católicos na Bélgica                                    | 3 de agosto de 1881     |
| 9.  | Etsi Nos                         |                                 | Sobre as condições na Itália                                     | 15 de fevereiro de 1882 |
| 10. | Auspicato concessum              |                                 | Sobre São Francisco de Assis                                     | 17 de setembro de 1882  |
| 11. | Cum multa                        | Com muita                       | Sobre as condições na Espanha                                    | 8 de dezembro de 1882   |
| 12. | Supremi apostolatus officio      | O Supremo Ofício Apostólico     | Sobre a devoção do Rosário                                       | 1 de setembro de 1883   |
| 13. | Nobilissima Gallorum gens        |                                 | Sobre a questão religiosa na França                              | 8 de fevereiro de 1884  |
| 14. | Humanum genus                    |                                 | Sobre a Maçonaria                                                | 20 de abril de 1884     |
| 15. | Superiore anno                   | Último ano                      | Sobre a recitação do Rosário                                     | 30 de agosto de 1884    |
| 16. | Immortale Dei                    | Deus Imortal                    | Sobre a Constituição Cristã dos Estados                          | 1 de novembro de 1885   |
| 17. | Spectata fides                   |                                 | Sobre a Educação Cristã                                          | 27 de novembro de 1885  |
| 18. | Quod auctoritate                 |                                 | Proclamando o Jubileu                                            | 22 de dezembro de 1885  |
| 19. | Iampridem                        |                                 | Sobre o Catolicismo na Alemanha                                  | 6 de janeiro de 1886    |
| 20. | Quod multum                      |                                 | Sobre a Liberdade da Igreja                                      | 22 de agosto de 1886    |
| 21. | Pergrata                         |                                 | Sobre a Igreja em Portugal                                       | 14 de setembro de 1886  |
| 22. | Vi è ben noto                    |                                 | Sobre o Rosário e a Vida Pública                                 | 20 de setembro de 1887  |
| 23. | Officio sanctissimo              |                                 | Sobre a Igreja na Baviera                                        | 22 de dezembro de 1887  |
| 24. | Quod anniversarius               | Este aniversário                | Sobre o Seu Jubileu sacerdotal                                   | 1 de abril de 1888      |
| 25. | In plurimis                      |                                 | Sobre a abolição da Escravidão (endereçada aos bispos do Brasil) | 5 de maio de 1888       |
| 26. | Libertas praestantissimum        | Liberdade, nobilíssimo          | Sobre a Natureza da Liberdade Humana                             | 20 de junho de 1888     |
| 27. | Saepe Nos                        |                                 | Sobre o boicote na Irlanda                                       | 24 de junho de 1888     |
| 28. | Paterna Caritas                  |                                 | Sobre a Reunião com Roma                                         | 25 de julho de 1888     |
| 29. | Quam aerumnosa                   |                                 | Sobre os imigrantes italianos                                    | 10 de dezembro de 1888  |
| 30. | Etsi cunctas                     |                                 | Sobre a Igreja na Irlanda                                        | 21 de dezembro de 1888  |
| 31. | Exeunte iam anno                 |                                 | Sobre o reto ordenamento da Vida Cristã                          | 25 de dezembro de 1888  |
| 32. | Magni Nobis                      |                                 | Sobre Universidade Católica da América                           | 7 de março de 1889      |
| 33. | Quamquam pluries                 |                                 | Sobre a devoção a São José                                       | 15 de agosto de 1889    |
| 34. | Sapientiae Christianae           | Da Sabedoria Cristã             | Sobre os cristãos como cidadãos                                  | 10 de janeiro de 1890   |
| 35. | Dall'alto dell'Apostolico Seggio |                                 | Sobre a Maçonaria na Itália                                      | 15 de outubro de 1890   |
| 36. | Catholicae Ecclesiae             | Da Igreja Católica              | Sobre a escravidão nas missões                                   | 20 de novembro de 1890  |
| 37. | In ipso                          | Nela mesma                      | Sobre as reuniões episcopais na Áustria                          | 3 de março de 1891      |
| 38. | Rerum novarum                    | "Das Coisas Novas"              | Sobre o Capital e o Trabalho                                     | 15 de maio de 1891      |
| 39. | Pastoralis vigilantiae           |                                 | Sobre a Unidade da Religião                                      | 25 de junho de 1891     |
| 40. | Pastoralis officii               | Do Pastoral Ofício              | Sobre a moralidade do Duelo                                      | 12 de setembro de 1891  |
| 41. | Octobri mense                    | [Na chegada do] Mês de Outubro  | Sobre o Rosário                                                  | 22 de setembro de 1891  |
| 42. | Au Milieu Des Sollicitudes       |                                 | Sobre a Igreja e o Estado na França                              | 16 de fevereiro de 1892 |
| 43. | Quarto abeunte saeculo           |                                 | Sobre Cristóvão Colombo                                          | 16 de julho de 1892     |
| 44. | Magnae Dei Matris                | Da Grande Mãe de Deus           | Sobre o Rosário                                                  | 8 de setembro de 1892   |
| 45. | Custodi di quella fede           |                                 | Sobre a Maçonaria na Itália                                      | 8 de dezembro de 1892   |
| 46. | Inimica vis                      |                                 | Sobre a Maçonaria                                                | 8 de dezembro de 1892   |
| 47. | Ad extremas                      | Ao Extremo                      | Seminários para o Clero nativo                                   | 24 de junho de 1893     |
| 48. | Constanti Hungarorum             |                                 | Sobre a Igreja na Hungria                                        | 2 de setembro de 1893   |
| 49. | Laetitiae sanctae                |                                 | Elogiando a devoção ao Rosário                                   | 8 de setembro de 1893   |
| 50. | Non Mediocri                     |                                 | Sobre o Colégio Espanhol em Roma                                 | 25 de outubro de 1893   |
| 51. | Providentissimus Deus            | O Deus providentíssimo          | Sobre o estudo da Sagrada Escritura                              | 18 de novembro de 1893  |
| 52. | Caritatis                        |                                 | Sobre a Igreja na Polônia                                        | 19 de março de 1894     |
| 53. | Inter Graves                     |                                 | Sobre a Igreja no Peru                                           | 1 de maio de 1894       |
| 54. | Praeclara gratulationis publicae | f                               | A Reunião da Cristandade                                         | 20 de junho de 1894     |
| 55. | Litteras a vobis                 |                                 | Sobre o Clero no Brasil                                          | 2 de julho de 1894      |
| 56. | Iucunda semper expectatione      |                                 | Sobre o Rosário                                                  | 8 de setembro de 1894   |
| 57. | Orientalium dignitas             | A dignidade dos Orientais       | Sobre as Igrejas do Oriente                                      | 30 de novembro de 1894  |
| 58. | Christi nomen                    | O Nome de Cristo                | Sobre a propagação da Fé e as Igrejas Orientais                  | 24 de dezembro de 1894  |
| 59. | Longinqua                        |                                 | Sobre o Catolicismo nos Estados Unidos                           | 6 de janeiro de 1895    |
| 60. | Permoti Nos                      |                                 | Sobre as condições sociais da Bélgica                            | 10 de julho de 1895     |
| 61. | Adiutricem                       |                                 | Sobre o Rosário                                                  | 5 de setembro de 1895   |
| 62. | Insignes                         |                                 | Sobre o milênio húngaro                                          | 1 de maio de 1896       |
| 63. | Satis cognitum                   |                                 | Sobre a Unidade da Igreja                                        | 29 de junho de 1896     |
| 64. | Fidentem piumque animum          |                                 | Sobre o Rosário                                                  | 20 de setembro de 1896  |
| 65. | Divinum illud munus              |                                 | Sobre o Espírito Santo                                           | 9 de maio de 1897       |
| 66. | Militantis Ecclesiae             |                                 | Sobre São Pedro Canísio                                          | 1 de agosto de 1897     |
| 67. | Augustissimae Virginis Mariae    | Da Augustíssima Virgem Maria    | Sobre a Confraria do Santo Rosário                               | 12 de setembro de 1897  |
| 68. | Affari vos                       |                                 | Sobre a Questão da Escola em Manitoba                            | 8 de dezembro de 1897   |
| 69. | Caritatis studium                | Dos estudos da Caridade         | Sobre a Igreja na Escócia                                        | 25 de julho de 1898     |
| 70. | Spesse volte                     |                                 | Sobre a supressão das Instituições Católicas                     | 5 de agosto de 1898     |
| 71. | Quam religiosa                   |                                 | Sobre a Lei de Casamento Civil                                   | 16 de agosto de 1898    |
| 72. | Diuturni temporis                |                                 | Sobre o Rosário                                                  | 5 de setembro de 1898   |
| 73. | Quum diuturnum                   |                                 | Sobre o Concílio Plenário dos bispos latino-americanos           | 25 de dezembro de 1898  |
| 74. | Annum sacrum                     | Ano Santo                       | Consagração ao Sagrado Coração                                   | 25 de maio de 1899      |
| 75. | Depuis le jour                   | "Desde o Dia "                  | Sobre a Educação do Clero                                        | 8 de setembro de 1899   |
| 76. | Paternae                         | "Pais"                          | Sobre a Educação do Clero                                        | 18 de setembro de 1899  |
| 77. | Omnibus compertum                |                                 | Sobre a Unidade entre os Gregos                                  | 21 de julho de 1900     |
| 78. | Tametsi futura prospicientibus   |                                 | Sobre Jesus o Redentor                                           | 1 de novembro de 1900   |
| 79. | Graves de communi re             |                                 | Sobre a Democracia cristã                                        | 18 de janeiro de 1901   |
| 80. | Gravissimas                      | "O mais Grave"                  | Sobre as Ordens Religiosas em Portugal                           | 16 de maio de 1901      |
| 81. | Reputantibus                     |                                 | Sobre a questão da linguagem na Boémia                           | 20 de agosto de 1901    |
| 82. | Urbanitatis veteris              |                                 | Sobre a fundação de um seminário em Atenas                       | 20 de novembro de 1901  |
| 83. | In amplissimo                    |                                 | Sobre a Igreja nos Estados Unidos                                | 15 de abril de 1902     |
| 84. | Quod votis                       |                                 | Sobre a Proposta de Universidade Católica                        | 30 de abril de 1902     |
| 85. | Mirae caritatis                  | "Espelho de Caridade"           | Sobre a Santa Eucaristia                                         | 28 de de maio de 1902   |
| 86. | Quae ad nos                      |                                 | Sobre a Igreja na Boemia e Morávia                               | 22 de novembro de 1902  |
| 87. | Fin dal principio                |                                 | Sobre a Educação do Clero                                        | 8 de dezembro de 1902   |
| 88. | Dum multa                        |                                 | Legislação do Casamento                                          | 24 de dezembro de 1902  |